# 1889 en Ontario
Chronologie de l'Ontario
- 1885
- 1886
- 1887
- 1888
- 1889
- 1890
- 1891
- 1892
- 1893

Cette page concerne des événements d'actualité qui se sont produits durant l'année 1889 dans la province canadienne de l'Ontario.

## Politique
- Premier ministre : Oliver Mowat (Parti libéral).
- Chef de l'Opposition: William Ralph Meredith (Parti conservateur).
- Lieutenant-gouverneur: Alexander Campbell
- Législature: 6e (en)

## Événements

### Janvier
- 30 janvier : le libéral Charles Wesley Colter est élu député fédéral de Haldimand à la suite de la démission du conservateur Walter Humphries Montague pour sa réélection.

### Juillet
- 21 juillet : le député libéral provincial de Lambton-Ouest Timothy Blair Pardee (en) est décédé en fonction à Sarnia à l'âge de 58 ans.

### Octobre
- 19 octobre : le libéral Charles Mackenzie (en) est élu sans opposition député provincial de Lambton-Ouest à la suite de la mort du même parti Timothy Blair Pardee (en) le 21 juillet dernier.

### Décembre
- 28 décembre : le diocèse catholique de Kingston devient archidiocèse.

## Naissances
- 13 octobre : Douglass Dumbrille, acteur († 2 avril 1974).

## Décès
- 21 juillet : Timothy Blair Pardee (en), député provincial de Lambton (1867-1874) et de Lambton-Ouest (1875-1889) (° 11 décembre 1830).
- 28 octobre : Alexander Morris, lieutenant-gouverneur du Manitoba et député provincial de Toronto-Est (en) (1878-1886) (° 17 mars 1826).